# Živi štit
Živi zid, živi štit  ili ljudski štit se definira se kao namjerno stavljanje osoba izvan borbenog ustroja ili civila blizu ili ispred vojne mete, da bi se spriječilo neprijatelja od napada. Uporaba ljudskih štitova je zabranjena Ženevskim konvencijama.
Pojam se može odnositi na zlouporabu osoba doslovno kao štit tijekom napada, prisiljavajući ih da hodaju ispred boraca. Treće značenje je kada borac drži drugu osobu ispred sebe da bi se štitio od projektila.

## Povezani članak
- Talac